# مجموعة امبريسر
مجموعة امبريسر (المعروفة سابقًا باسم Nordic Games Licensing AB و THQ Nordic AB ) هي شركة قابضة سويدية مختصه بمجال العاب الفيديو والوسائط السويدية ومقرها في كارلستاد. اعتبارًا من سبتمبر 2023، تضم مجموعة Embracer Group اثني عشر مجموعة عاملة، تُعرف أيضًا باسم "الشركات التابعة"، وهي:
- Amplifier Game Invest
- Asmodee
- CDE Entertainment
- Coffee Stain Holding
- Dark Horse Media
- DECA Games
- Easybrain
- Embracer Freemode (بما في ذلك Middle-earth Enterprises)
- Gearbox Entertainment
- PIranha Bytes
- Saber Interactive
- THQ Nordic

تمتلك كل مجموعة عملياتها الخاصة والشركات التابعة لها واستوديوهات التطوير. على سبيل المثال، تمتلك Amplifier Game Invest مجموعة متنوعة من استوديوهات التطوير في أوروبا وأمريكا الشمالية، بما في ذلك Saber Interactive و Warhorse Studios. تمتلك Asmodee مجموعة متنوعة من شركات الألعاب والنشر، بما في ذلك Fantasy Flight Games و Asmodee Digital.
تمتلك مجموعة Embracer Group أكثر من 129 استوديوًا داخليًا للتطوير، ويعمل بها أكثر من 15,000 موظف في أكثر من 40 دولة. تنشر الشركة مجموعة واسعة من الألعاب، بما في ذلك ألعاب الفيديو على أجهزة الكمبيوتر وأجهزة الكونسول والهواتف المحمولة وألعاب الطاولة.

## روابط خارجية
- الموقع الرسمي